# Hagio Moto
Moto Hagio (萩尾 望都, Hagio Moto; Omuta, 12 mei 1949 ) is een Japanse mangaka die tegenwoordig in de prefectuur Saitama woont. Moto wordt beschouwd als de moeder van de "moderne" shojomanga. Ze wordt weleens beschreven als de meest geliefde shojoartiest ooit. Als pionier van het genre zat er ook veel diepgang en emotie in haar verhalen. Ze maakt deel uit van de Jaar 24 Groep.

## Carrière
Moto Hagio maakte haar debuut op twintigjarige leeftijd met het kortverhaal Lulu to Mimi. Nog enkele kortverhalen volgden en twee jaar later publiceerde ze Juichigatsu no Gimunajiumu, een kortverhaal over de liefde tussen twee jongens op een gymnasium. Samen met een aantal andere artiesten lanceerde ze zo onbewust een revolutionair genre, yaoi. In 1974 diepte ze het verhaal verder uit. In 1976 werd haar de Shogakukan Manga-prijs toegekend voor haar sciencefictionklassieker Juichinin Iru!. Midden jaren tachtig schreef ze vervolgens haar eerste langere werk.
Slechts een aantal van haar werken zijn vertaald in het Engels en daardoor geniet ze in het westen niet de bekendheid die ze in haar thuisland Japan wel heeft.

## Werken
- Ruru to Mimi, 1969
- Seireigari, 1971–1974
- 11-gatsu no Gymnasium, 1971
- Poe no Ichizoku, 1972–1976
- Tottemo Shiwase Moto-chan, 1972–1976
- Thomas no Shinzou, 1973–1975
- They Were Eleven, 1975–1976
- Alois, 1975
- Hyaku Oku no Hiru to Sen oku no Yoru, 1977–1978
- Star Red, 1978–1979
- Mesh, 1980–1984
- Houmonsha, 1980
- A-A', 1981
- Hanshin, 1984
- Marginal, 1985–1987
- Flower Festival, 1988–1989
- Aoi Tori, 1989
- Umi no Aria, 1989–1991
- Roma e no Michi, 1990
- Abunai Oke no Ie, 1992–1994
- Zankokuna Kami ga Shihai suru, 1993–2001
- Barbara Ikai, 2002–2005